# Rottumerplaat
Rottumerplaat è un'isola dei Paesi Bassi situata tra il Mare dei Wadden ed il Mare del Nord.  Fa parte della municipalità di Het Hogeland nella provincia della Groninga. Geograficamente l'isola fa parte dell'Arcipelago delle Isole Frisone Occidentali situata nell'estremo nord-est del paese. L'isola è l'estremità settentrionale dei Paesi Bassi ed è la più grande delle vicine isole di Rottumeroog e Zuiderduintjes.
L'isola è disabitata e sono presenti sull'isola una torretta di avvistamento ed alcuni edifici per ospitare i birdwatcher e l'accesso è consentito solo col permesso delle autorità forestali. L'isola è un luogo di riposo di molte specie di uccelli, tra cui il piovanello tridattilo, il piovanello pancianera ed il fratino e di nidificazione, tra i quali l'edredone, la volpoca, la sterna artica, la rondine di mare, il fraticello ed il corriere grosso. Fino al 1996 vi nidificava anche il beccapesci, oggi sparito dall'isola.